# Franché Coma
Frank Licata, más conocido como Franché Coma (Lodi, Nueva Jersey, 17 de agosto de 1957), es un músico estadounidense. Fue el guitarrista original de la banda de horror punk The Misfits durante los primeros años de ésta. Toda su producción con la banda fue grabada en enero de 1978 durante las sesiones que darían lugar al álbum Static Age, el cual no fue publicado en su totalidad hasta 1997.
Dejó la banda en noviembre de 1978 para unirse a Active Ingredients, con la cual no tuvo mucho éxito.
A día de hoy, Franché aún vive en Lodi junto a su esposa y sus cuatro hijos.

## Discografía con The Misfits
- Bullet (1978) - sencillo
- Beware (1980) - sencillo
- Static Age (1997) - álbum de estudio

## Discografía con Active Ingredients
- Laundramat Loverboy (1980) - sencillo
- Hyper Exaggeration (1980) - sencillo